# Daína Chaviano
Daína Chaviano (Havana, 1957) é uma escritora cubana.
Ganhou o seu primeiro prémio literário quando estudava na Universidade de  Havana, onde se licenciou em Língua e Literatura Inglesa. Enquanto viveu em Cuba, publicou vários livros de ficção científica e narrativa fantástica, tornando-se a autora mais popular e reconhecida nesses subgéneros em toda a história do seu país. Publicou com igual êxito romances fantásticos, de ficção científica e de literatura tradicional, obtendo vários prémios nas diferentes modalidades.
Os seus temas literários abarcam a mitologia, o erotismo, a sociologia, a psicologia, a política e a magia, desenvolvidos num estilo pleno de imagens poéticas e, ao mesmo tempo, sensuais.
Entre as suas obras mais importantes conta-se o ciclo «Havana Oculta», constituído pelos romances Gata encerrada, Casa de juegos, El hombre, la hembra y el hambre e La isla de los amores infinitos (A Ilha dos Amores Infinitos), este último galardoado com a Medalha de Ouro no certame Florida Book Awards 2006, que distingue os melhores livros publicados anualmente nos Estados Unidos da América.
A Ilha dos Amores Infinitos (Editorial Presença 2008, com tradução de Regina Louro) foi publicado em 25 línguas, tornando-se o romance cubano mais traduzido de todos os tempos.
Daina Chaviano vive nos Estados Unidos desde 1991. Ela é prima do ator cubano César Évora.

## Obras publicadas em português
- 2008: A Ilha dos Amores Infinitos (Editorial Presença, com tradução de Regina Louro)

## Livros
- 2019: Los hijos de la Diosa Huracán (romance). Grijalbo, Espanha.
- 2017: Extraños testimonios (contos). Huso, Espanha.
- 2006: La isla de los amores infinitos  (romance). Editorial Grijalbo, Espanha.
- 2004: Los mundos que amo (romance). Editorial Alfaguara, Colombia.
- 2001: País de dragones (contos). Espasa Juvenil, Espanha.
- 2001: Gata encerrada (romance). Editorial Planeta, Espanha.
- 1999: Casa de juegos (romance). Editorial Planeta, Espanha.
- 1998: El hombre, la hembra y el hambre (romance). Editorial Planeta, Espanha.
- 1994: Confesiones eróticas y otros hechizos (poesia). Editorial Betania, Espanha.
- 1990: El abrevadero de los dinosaurios (contos). Letras Cubanas, Cuba.
- 1989: La anunciación (guión de cine). Editorial Extensión Universitaria, Cuba.
- 1988: Fábulas de una abuela extraterrestre (romance). Letras Cubanas, Cuba.
- 1986: Historias de hadas para adultos (romances). Letras Cubanas, Cuba.
- 1983: Amoroso planeta (contos). Letras Cubanas, Cuba.
- 1980: Los mundos que amo (contos). Ediciones Unión, Cuba.

## Prémios e distinções
- 2007: Medalha de Ouro na categoria Melhor Livro em Língua Espanhola. Florida Book Awards, EUA. (A Ilha dos Amores Infinitos).
- 2004: Convidada de honra ao 25º Congresso Internacional de Arte Fantástica, EUA.
- 2003: Prémio Internacional de Fantasía Goliardos, México. (Fábulas de una abuela extraterrestre).
- 1998: Prémio Azorín de Novela, Espanha. (El hombre, la hembra y el hambre).
- 1990: Prémio Anna Seghers, Academia de Artes de Berlim, Alemanha. (Fábulas de una abuela extraterrestre).
- 1989: Prémio Nacional de Literatura Juvenil «La Edad de Oro», Cuba. (País de dragones).
- 1988: Prémio Nacional «13 de Março» para o melhor guião de cinema inédito, Cuba. (La anunciación).
- 1979: Prémio Nacional de Literatura David de Ficção Científica, Cuba. (Los mundos que amo).